# Amen de Dresde
L'Amen de Dresde est une séquence de sept accords chantée par des chœurs durant des services à l'église dans l'état allemand de Saxe depuis au moins le début du XIXe siècle. Ce motif est particulièrement associé avec la cité de Dresde, d'où le nom d'amen de Dresde.

## Composition
L'Amen de Dresde a été composé par Johann Gottlieb Naumann (1741-1801) pour être employé à la Chapelle royale de Dresde. Sa popularité était telle qu'il a été repris par les autres églises de Saxe, qu'elles soient catholiques ou luthériennes. L'Amen de Dresde est actuellement chanté en seconde et troisième position d'un amen répété trois fois.
La séquence est importante pour la musique classique occidentale car elle a été utilisée de diverses manières par les compositeurs depuis le XIXe siècle.

## Utilisation dans la musique classique
Felix Mendelssohn a utilisé l'Amen de Dresde dans sa cinquième symphonie, "Réformation". Dans le premier mouvement, le thème apparaît aux cordes.
Le thème a aussi été utilisé par Richard Wagner, en particulier dans son dernier opéra, Parsifal. Wagner a été Kapellmeister à Dresde de 1842 à 1849 ; cependant, il a dû probablement rencontrer ce motif dans son enfance en fréquentant les églises de Dresde. Le thème a été incorporé dans un de ses premiers opéras, Das Liebesverbot, et il apparaît aussi dans le troisième acte de Tannhäuser.
Anton Bruckner lui aussi emploie l'Amen de Dresde, notamment dans plusieurs de ses motets, le choral du finale de sa cinquième symphonie et l'adagio de sa dernière symphonie. Manuel de Falla le cite dans sa musique de scène pour El gran teatro del mundo de Calderón de la Barca.
Le poème symphonique d'Eric Ball The Kingdom Triumphant, utilise l'Amen de Dresde avant l'emploi de l'hymne Helmsley qui est associé aux mots "Lo, He comes with clouds descending".